# Ivan Colmant
Pour les articles homonymes, voir Colmant.
Ivan Colmant, né à Nivelles le 14 novembre 1892 et décédé à Liège le 29 juin 1976, est docteur en médecine et chirurgien ophtalmologue. 

## Biographie
Milicien en 1914, il fait toute la guerre dans l'infanterie. Nommé officier dans les premières promotions de Gaillon, il sert au 12e et au 20e de Ligne. Officier patrouilleur dans ce régiment, il y accomplit nombre d'actes de courage. Pendant la guerre de 1940, il participe à la résistance. Arrêté par les Allemands en 1944, il est détenu au secret pendant trois mois à la prison Saint-Léonard à Liège puis transféré au camp de Beverloo d'où il parvient à s'évader grâce à la désorganisation provoquée par les premiers combats avec les alliés.

## Décorations et distinctions
- Milicien de 1912
- Officier de réserve aux 12e et 20e de Ligne
- Commandeur de l'Ordre de la Couronne avec glaives[2],[3]
- Commandeur de l’Ordre de Léopold II avec glaives[2],[3]
- Officier de l’Ordre de Léopold Ier avec glaives[2],[3]
- Croix de guerre 1914-1918 avec 4 palmes[3]
- Croix du Feu Médaille de l'Yser[3]
- Médaille commémorative de la guerre 1914-1918[3]
- Chevalier de l'Ordre militaire de Virtuti Militari[4]
- Croix de guerre italienne
- Huit chevrons de front
- Médaille de Liège
- Membre de l’Armée secrète 1940-1945
- Agent des services de renseignements et d’action
- Membre et rédacteur de la presse clandestine
- Membre du Service D
- Membre de la Ligne Comète
- Membre du Groupe G
- Membre du service d'espionnage français L100
- Croix de guerre 1940-1945
- Médaille commémorative belge 1940-1945
- Croix de guerre française
- Médaille commémorative française 1939-1945
- Croix du prisonnier politique 1940-1945
- Invalide de guerre 100 %
- Médaille de la résistance armée 1940-1945
- Médaille du résistant civil
- Médaille du volontaire combattant 1940-1945
- Médaille des Vétérans du Roi Albert 1er
- Medal of Distinguished Service Great Britain
- Officier d’Académie (France)
- Effigie et plaque commémorative en bronze

## Mémoire
C'est sous son commandement direct qu'ont été prises d'assaut, le 28 septembre 1918, les ruines du Château de Blanckart. Une plaque commémorative a été apposée près du château.

## Anecdotes
- Ivan Colmant refusa le titre de baron, pensant que durant sa remarquable carrière, civile mais surtout militaire, il n'avait fait que son devoir.
- Lorsqu’il portait ses médailles il avait pour habitude de les recouvrir avec son chapeau[5].

## Écussons des mouvements armés

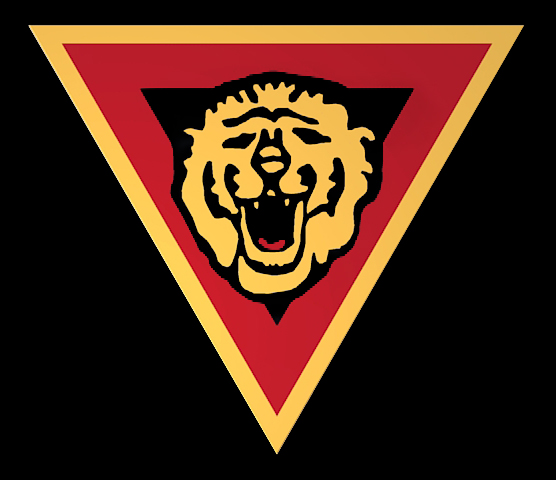
Armée secrète
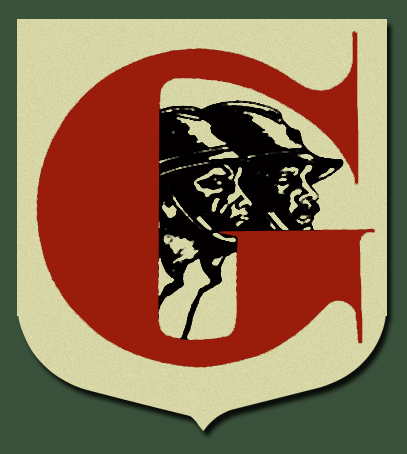
Groupe G
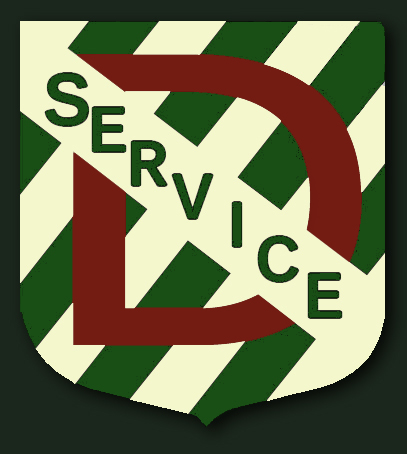
Service D
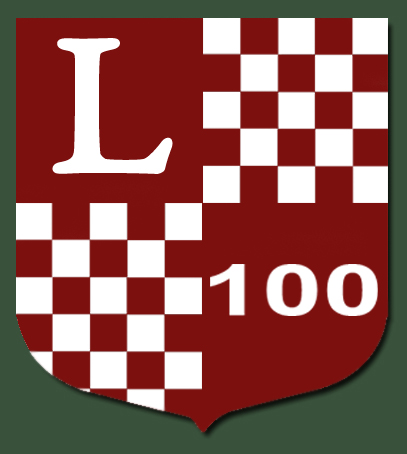
Groupe L100

## Généalogie
Ivan Colmant épousa Jeanne Julie Goffin (1904-2008) qui appartient à une vieille famille d'Ans. Elle est la descendante de Hubert Goffin lequel, par son héroïsme, sauva de nombreux ouvriers mineurs lors de l'inondation du Charbonnage de Beaujonc du 28 février 1812. Cet acte de courageux dévouement lui valut d'être fait Chevalier de la Légion d'honneur(1814). La commune d'Ans lui a levé un monument sur la place communale.

### Famille alliée
- Famille Coart